# Filialkirche Oberlisse

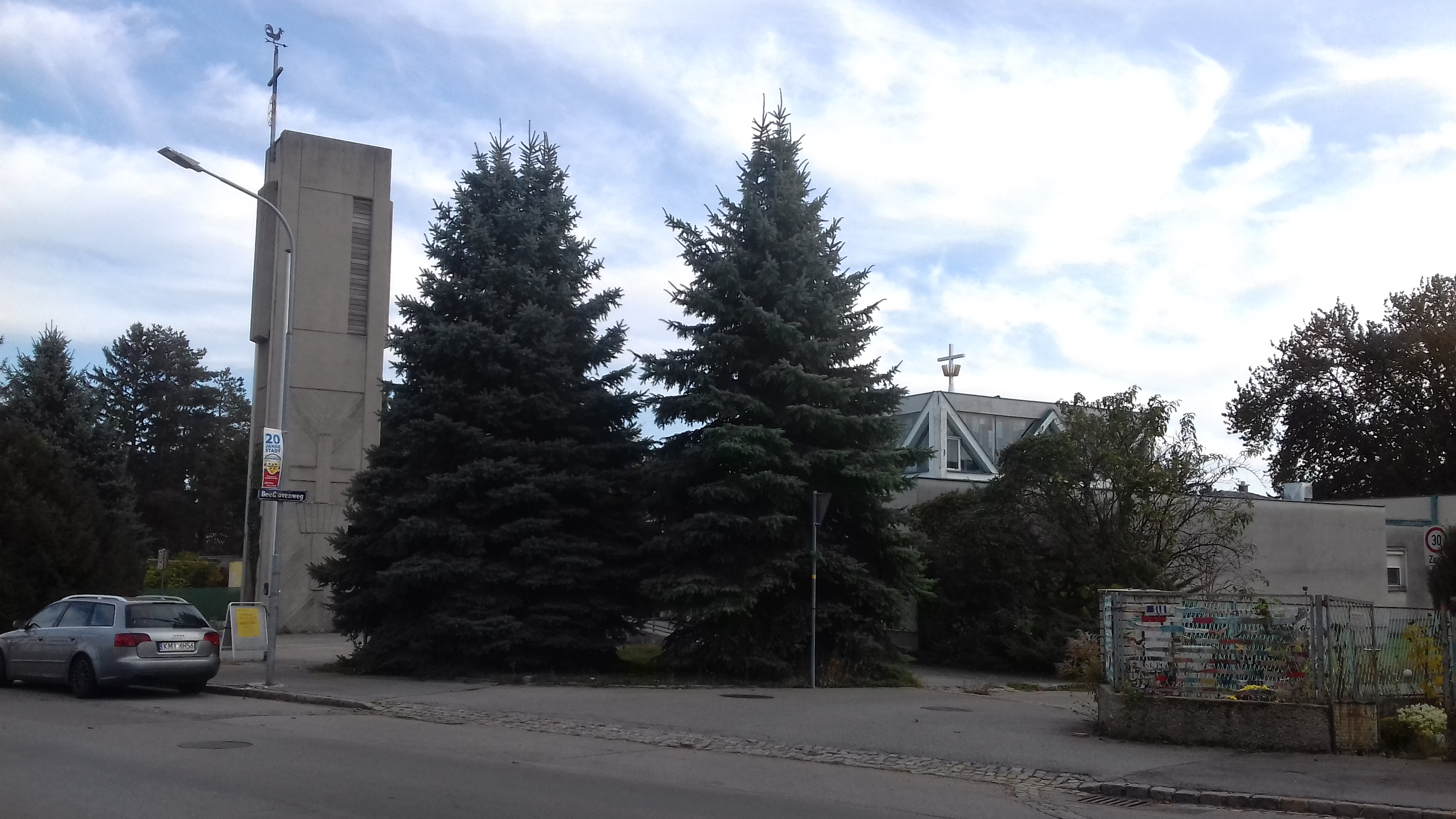
Die Christkönigskirche in Oberlisse

Die römisch-katholische Filialkirche Gerasdorf-Oberlisse (auch: Seelsorgezentrum Gerasdorf-Oberlisse) steht an der Stammersdorfer Straße in der Siedlung Oberlisse der Gemeinde Gerasdorf bei Wien im Bezirk Korneuburg in Niederösterreich. Sie ist dem Fest Christ König geweiht und gehört als Filialkirche der Pfarre Gerasdorf bei Wien zum Dekanat Wolkersdorf im Vikariat Unter dem Manhartsberg der Erzdiözese Wien.

## Geschichte
Die Kirche mit anschließendem Seelsorgezentrum wurde 1968 von Hans Zeiler errichtet und 1968 geweiht. Der freistehende Glockenturm wurde 1983 ergänzt.

## Baubeschreibung
Die Kirche ist ein quadratischer, zentral orientierter Bau mit einem im Süden anschließenden Seelsorgezentrum. Der Glockenturm steht frei. Die Seitenfronten der Kirche sind fensterlos gestaltet. Der Innenraum wird jedoch durch einen quadratisch überhöhten Zentralbereich mit Glasfronten beleuchtet. Auf Grund der spitzwinkligen Verstrebungen wird diese Glasfront auch als „Chrone Christi“ interpretiert.

## Ausstattung
Die Kirchenbänke sind an drei Seiten um den quadratisch überhöhten Zentralbereich angeordnet. Das Kruzifix stammt aus der Zeit um 1660 und war ursprünglich im ehemaligen Priester- und Defizitenhaus in der Ungargasse in Wien-Landstraße. Die Maria Immaculata-Figur aus der Zeit um 1720 wurde im Umfeld von Giovanni Giuliani geschaffen. Der Kreuzweg, bestehend aus Holztafeln, wurde 1968 nach einem Entwurf von Ernst Degasperi gefertigt.